# Piper paucistigmum
Piper paucistigmum är en pepparväxtart som beskrevs av C. Dc.. Piper paucistigmum ingår i släktet Piper och familjen pepparväxter. Inga underarter finns listade i Catalogue of Life.